# Nate Davis (giocatore di football americano)
Nate Davis (Ashburn, 23 settembre 1996) è un giocatore di football americano statunitense che milita nel ruolo di offensive guard per i Chicago Bears della National Football League (NFL).

## Carriera

### Tennessee Titans
Davis fu scelto nel corso del terzo giro (82º assoluto) del Draft NFL 2019 dai Tennessee Titans. Debuttò come professionista subentrando nel quarto turno contro gli Atlanta Falcons e sette giorni dopo disputò la prima gara come titolare contro i Buffalo Bills. La sua stagione da rookie si concluse con 13 presenze, tutte tranne una come titolare.

### Chicago Bears
Il 13 marzo 2023 Davis firmò con i Chicago Bears un contratto triennale del valore di 30 milioni di dollari.